# Franz von Neumann der Jüngere

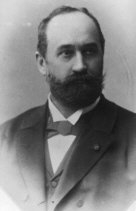
Franz von Neumann d. J. (1844–1905)

Ritter Franz von Neumann der Jüngere (* 16. Jänner 1844 in Wien; † 1. Februar 1905 ebenda) war ein österreichischer Architekt und Politiker.

## Leben und Wirken
Franz Ritter von Neumann entsprang einer bekannten Architektenfamilie. Neben ihm waren auch sein Vater, Franz von Neumann der Ältere (1815–1888), sowie sein Bruder, Gustav von Neumann (1856–1928), bekannte Wiener Architekten. Er begann seine Karriere als Schüler der berühmten Wiener Ringstraßenarchitekten Eduard van der Nüll und August Sicard von Sicardsburg sowie bei Friedrich von Schmidt, dessen späterer Mitarbeiter er wurde. Eines seiner ersten Werke, das in Zusammenarbeit mit Schmidt entstand, waren die von 1878 bis 1883 errichteten Arkadenhäuser am Rathausplatz. Auch am Hauptwerk Schmidts, dem Wiener Rathaus, arbeitete Neumann bereits bei der Planung mit.
Danach arbeitete Franz Ritter von Neumann größtenteils selbständig. Der Architekt spezialisierte sich vor allem auf Villen, Wohn- und Amtsgebäude sowie (in geringerem Umfang) Kirchen und wurde zu einem der gefragtesten Architekten in Österreich-Ungarn. Neumann entwickelte sich im Laufe seines Schaffens stilistisch von einer strengeren Neorenaissance zu späthistoristischen Formen.

### Wirken am Semmering

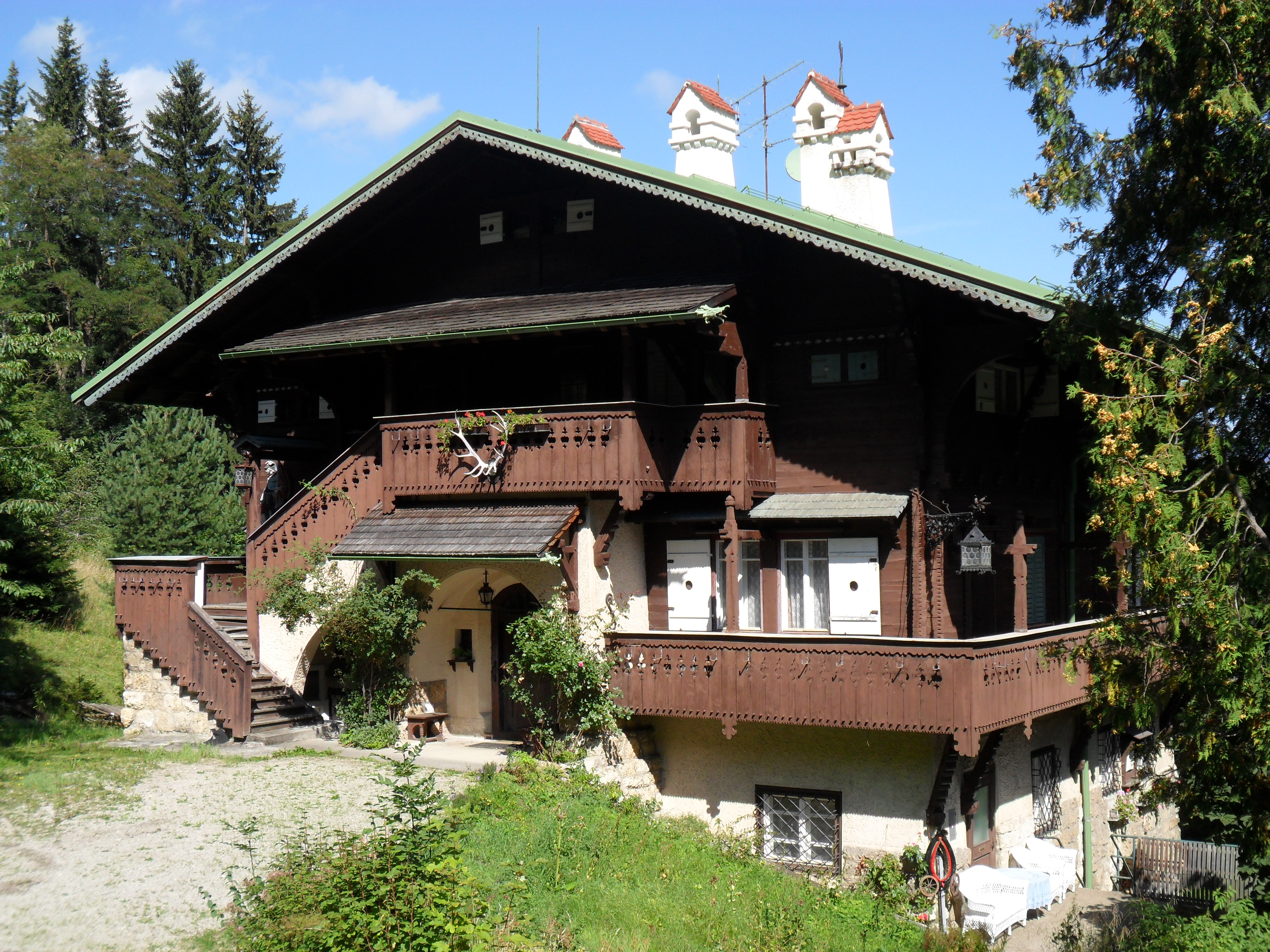
Villa Neumann am Semmering

Für die von ihm konzipierte Villa Schönthaler am Semmering (für den Bildhauer Franz Schönthaler auf dessen Anregung 1882 erbaut) entwickelte Neumann eine an lokale Traditionen angelehnte Villenarchitektur, die er in Folge immer wieder für andere Villenbauten am Semmering variierte. Diese für die Region typische und prägende Architekturform ist eine wichtige Variante des Heimatstils und wird auch als Semmeringstil bezeichnet.
In den folgenden Jahren entwickelte sich eine Villenkolonie, bei welcher Franz von Neumann nicht nur als Architekt, sondern auch als Grundstücksmakler, Bauherr und Anbieter schlüsselfertiger Villen auftrat. Mit seinem Baustil prägte er nachhaltig das Aussehen des Ortes als Erholungsort der Wiener Oberschicht.

Für die Gemeinde Breitenstein am Semmering wirkte er als Konsulent in Bau- und Ortsbildfragen. Als Mitglied des Gemeinderates von Breitenstein nutzte er die Möglichkeit, eine auf seine Bedürfnisse zugeschnittene Bauordnung durchzusetzen, die den Semmering zum Villenbezirk erklärte und nur Villenbauten im Cottage-Stil gestattete.

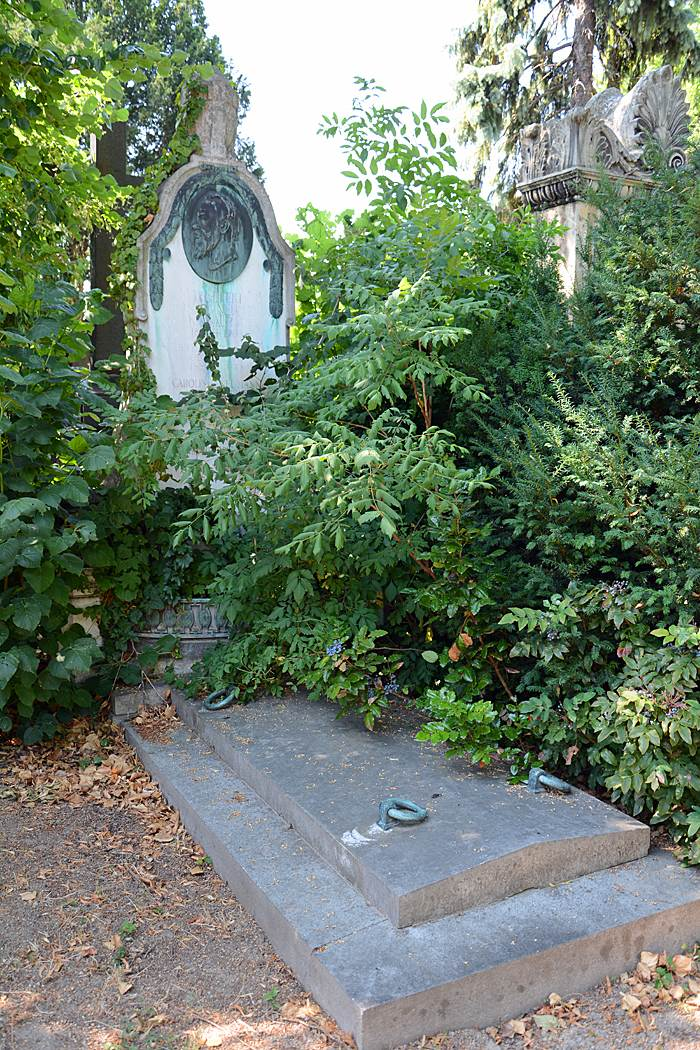
Grab von Franz von Neumann auf dem Wiener Zentralfriedhof

### Kommunalpolitiker
Seine politische Karriere begann Franz Ritter von Neumann 1891 als Stadtrat, diese Position hatte er bis 1895 inne. 1889 bis 1900 war er (für den Bezirk Josefstadt) Mitglied des Wiener Gemeinderats.
Als Gemeinderat von Breitenstein setzte er unter anderem die elektrische Straßenbeleuchtung und eine Hochquell-Wasserleitung durch.

### Tod und Beerdigung
Am Nachmittag des 1. Februar 1905 wollten Neumann und seine Ehefrau mit der Südbahn auf den Semmering reisen, als Neumann im Südbahnhof auf dem Bahnsteig zusammenbrach und wenig später einem Herzschlag erlag.
Der Kondukt am 4. Februar 1905 führte vom Trauerhaus, Piaristengasse 13 in Wien-Josefstadt, zur Piaristenkirche Maria Treu, wo der Einsegnungsgottesdienst stattfand. Der Verstorbene wurde am selben Tag in der Familiengruft auf dem Wiener Zentralfriedhof zur letzten Ruhe bestattet.

## Bauwerke
- 1878–1883: Planung des Gesamtkonzeptes Arkadenhäuser am Rathausplatz, Wien:
- 1877/78: Arkadenhaus Miethaus Rathausplatz 7–9 mit Friedrich von Schmidt
- 1880–1883: Arkadenhaus Miethaus Rathausplatz 2–4 – Hnr. 2 im Zweiten Weltkrieg teilweise zerstört (heute Felderhaus genannt)
- 1883: Arkadenhaus Haus Lichtenfelsgasse 5 – zweite Haushälfte Hnr. 7 1888 von Wilhelm Stiassny
- 1883–1884: Arkadenhaus Haus Reichsratsstraße 7–9
- 1884–1886: Villa Kuffner und Kuffner-Sternwarte, Wien (1890 Erweiterungen)
- 1884–1886: Villa Erzherzog Wilhelm (Villa Eugen) in Baden bei Wien
- 1888: Habsburgwarte auf dem Hermannskogel, Wien (Pläne)
- 1892: Rathaus von Reichenberg, Böhmen
- 1892: Grabmal der Familie Kuffner, Friedhofswärter- und Taharahaus am Jüdischen Friedhof Lundenburg (Břeclav)
- 1893–1896: Rathaus von Friedland in Böhmen
- 1895: Gruft und Kapelle der Familie Richter[6] in Raspenau, Böhmen
- 1896–1901: Antonskirche in  Wien-Favoriten (Pläne)
- 1897–1899: Centrale II des Staatstelephons (Hahngasse 4/Berggasse 35), Wien-Alsergrund (Pläne)
- 1897: Regensburgerhof am Lugeck
- 1899: Wiedner Hof, Wiedner Hauptstraße 22–24
- 1902: Villa Mautner-Jäger
- 1904: Altvaterturm am Praděd, Mähren
- 1905: Donaufelder Kirche, Wien
- 1905: Volksheim Ottakring, Wien

Datum unklar:
- Schloss Lindau
- Schloss Veldes
- Kastell Dioszegh
- Villenbauten am Semmering

## Bilder

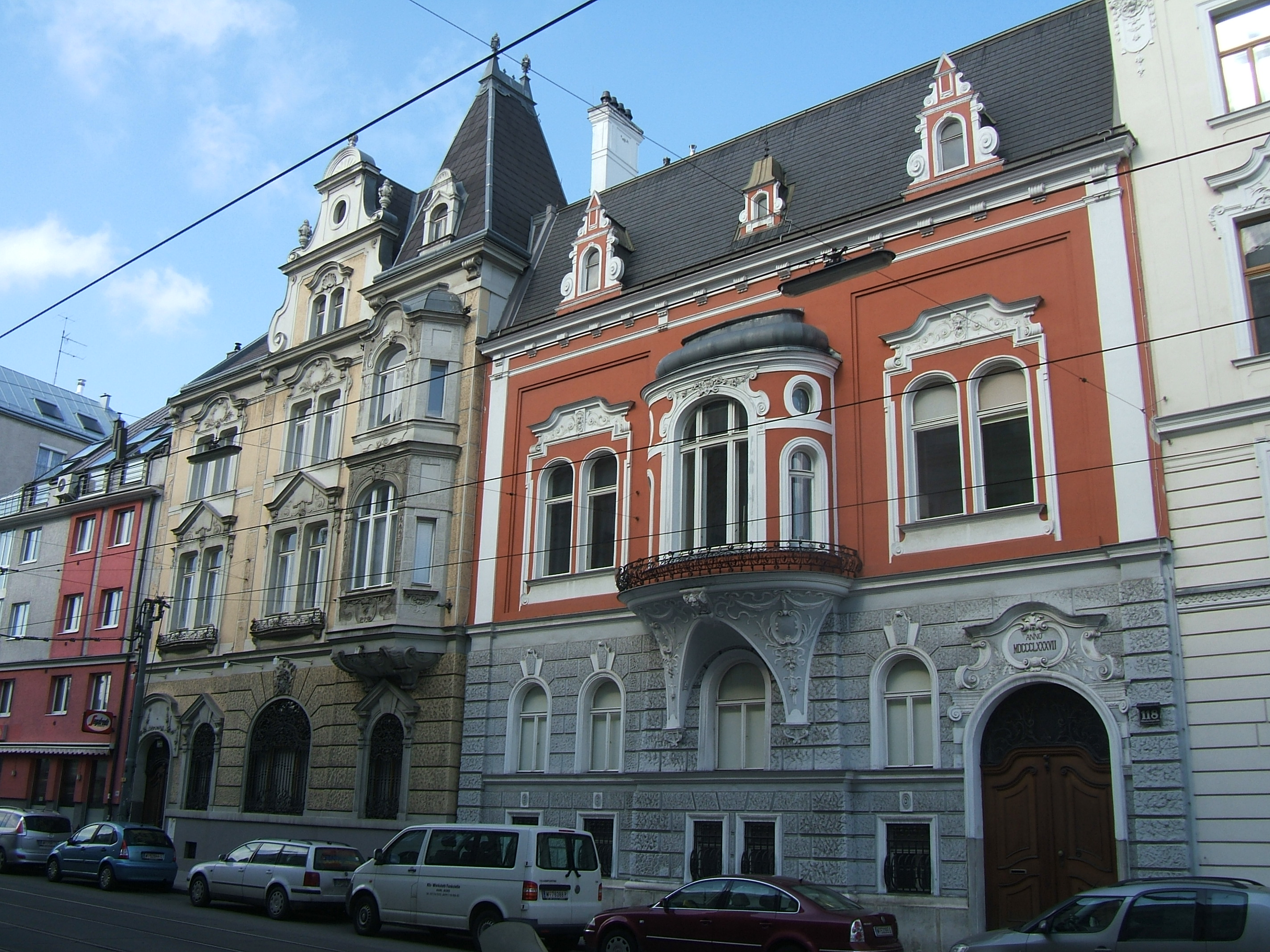
Palais Kuffner in Wien-Ottakring (1884/86)
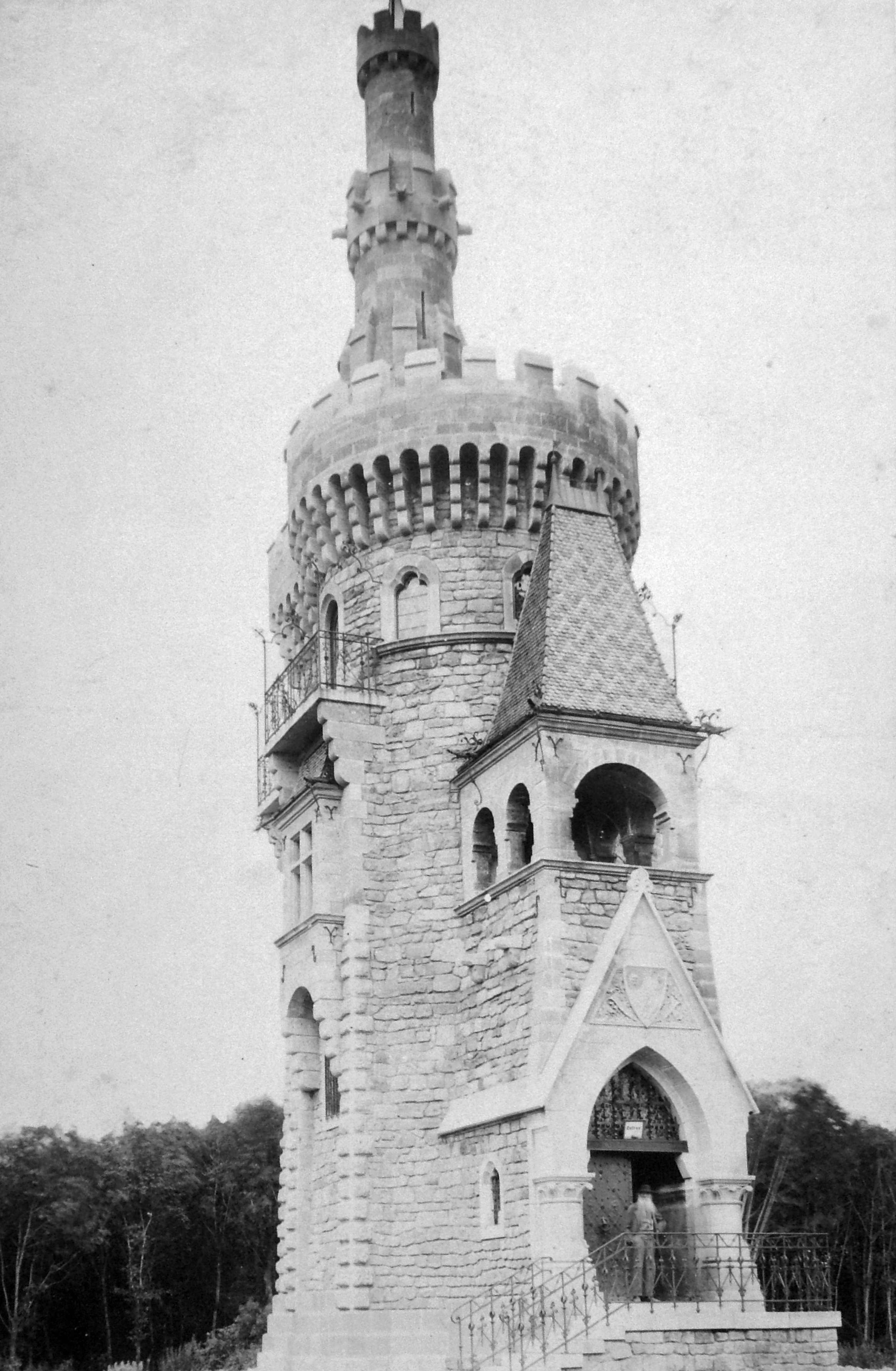
Habsburgwarte auf dem Hermannskogel (1888)
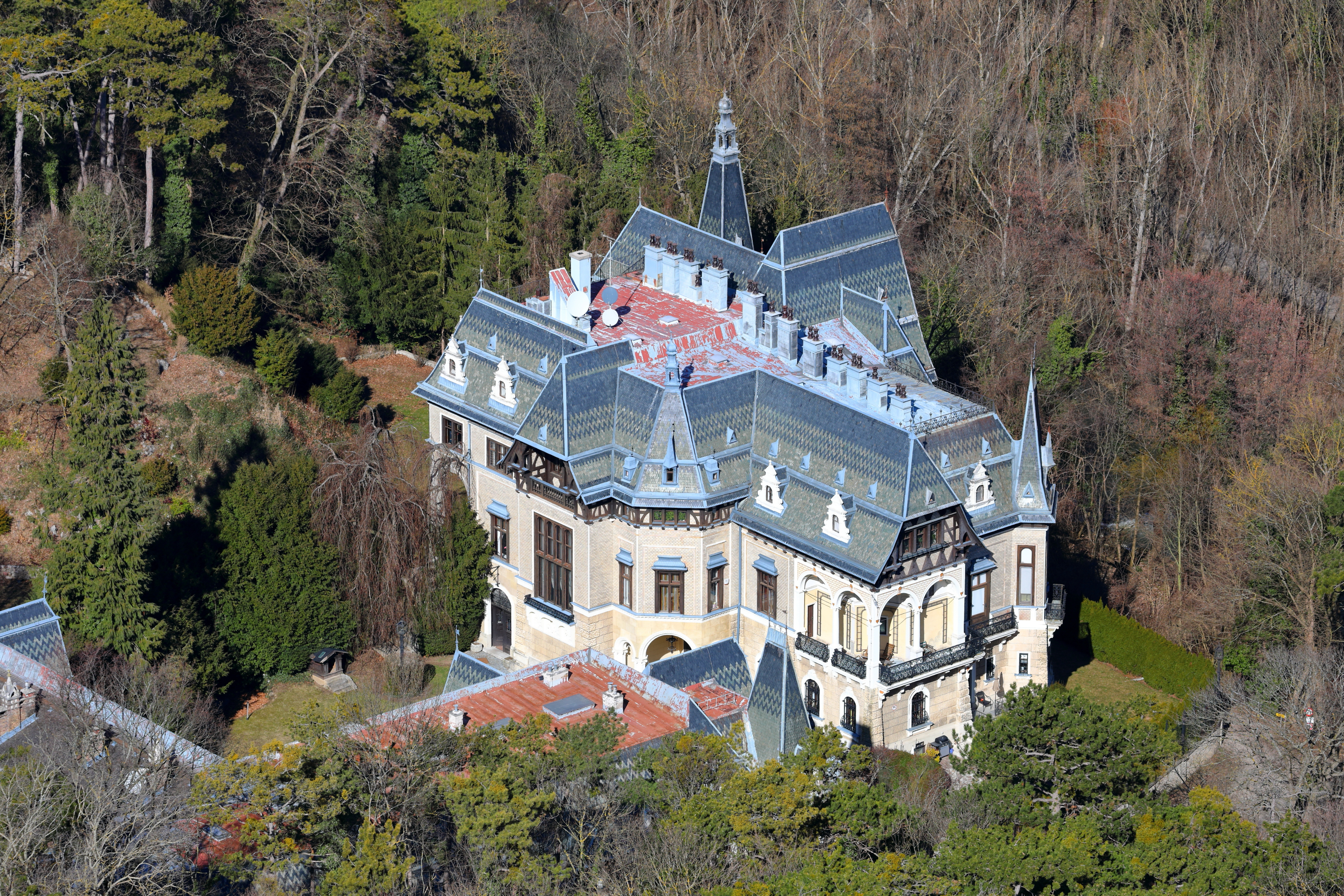
Villa Eugen in Baden (1882–1886)
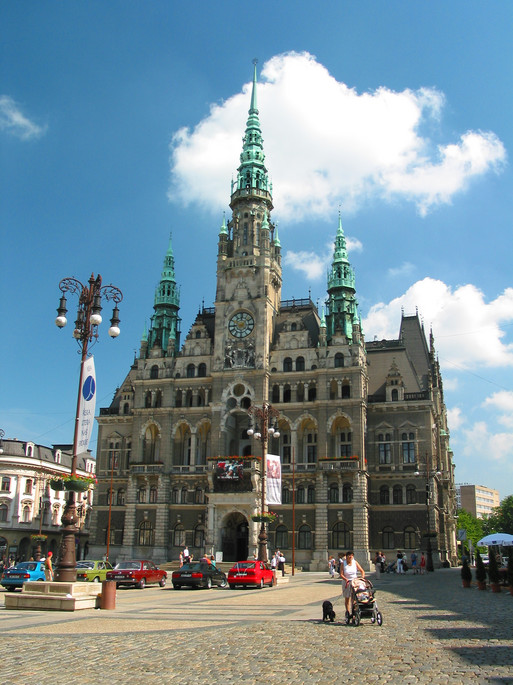
Rathaus von Reichenberg (1892)
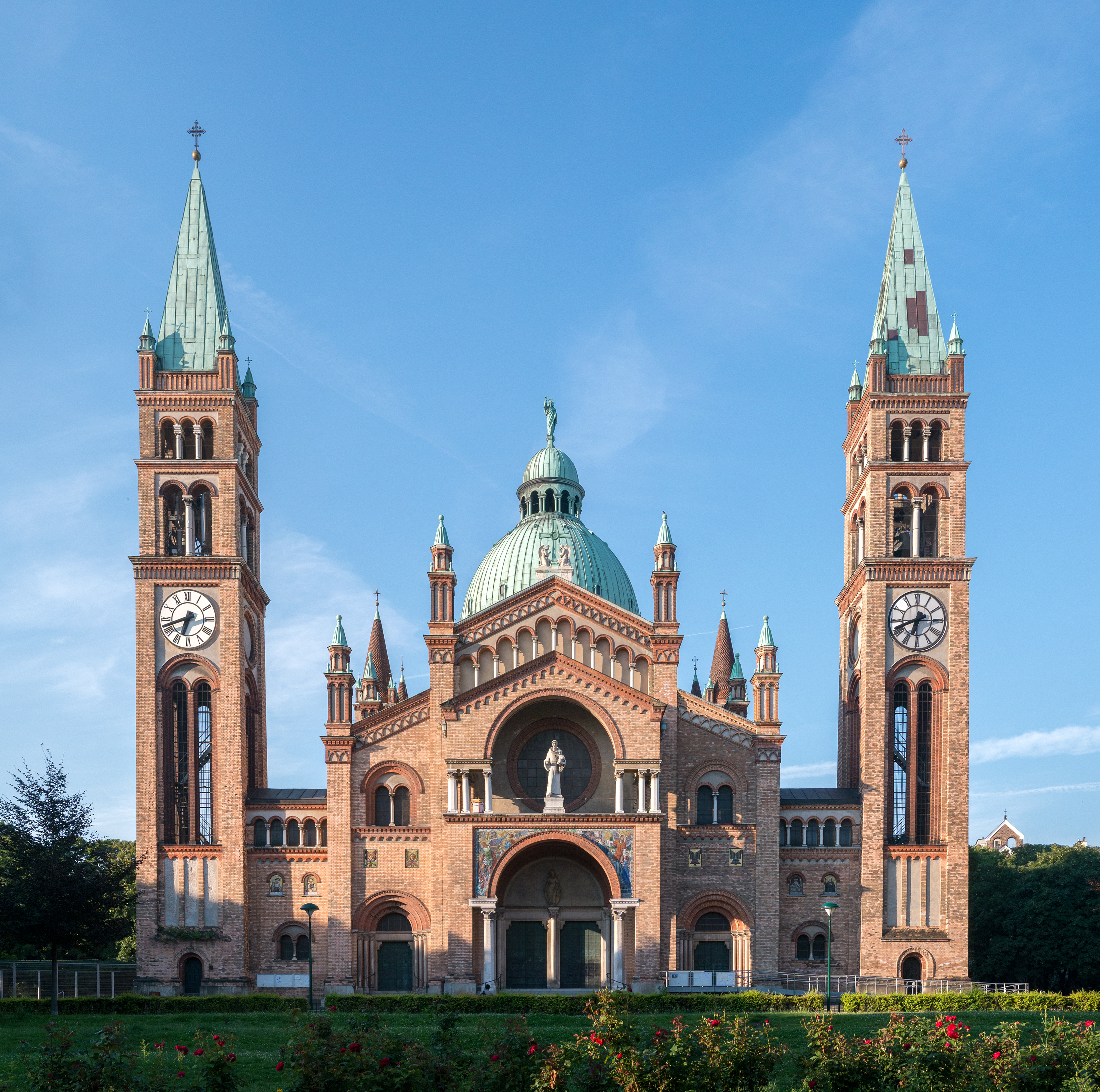
Antonskirche in Wien (1896/1901)
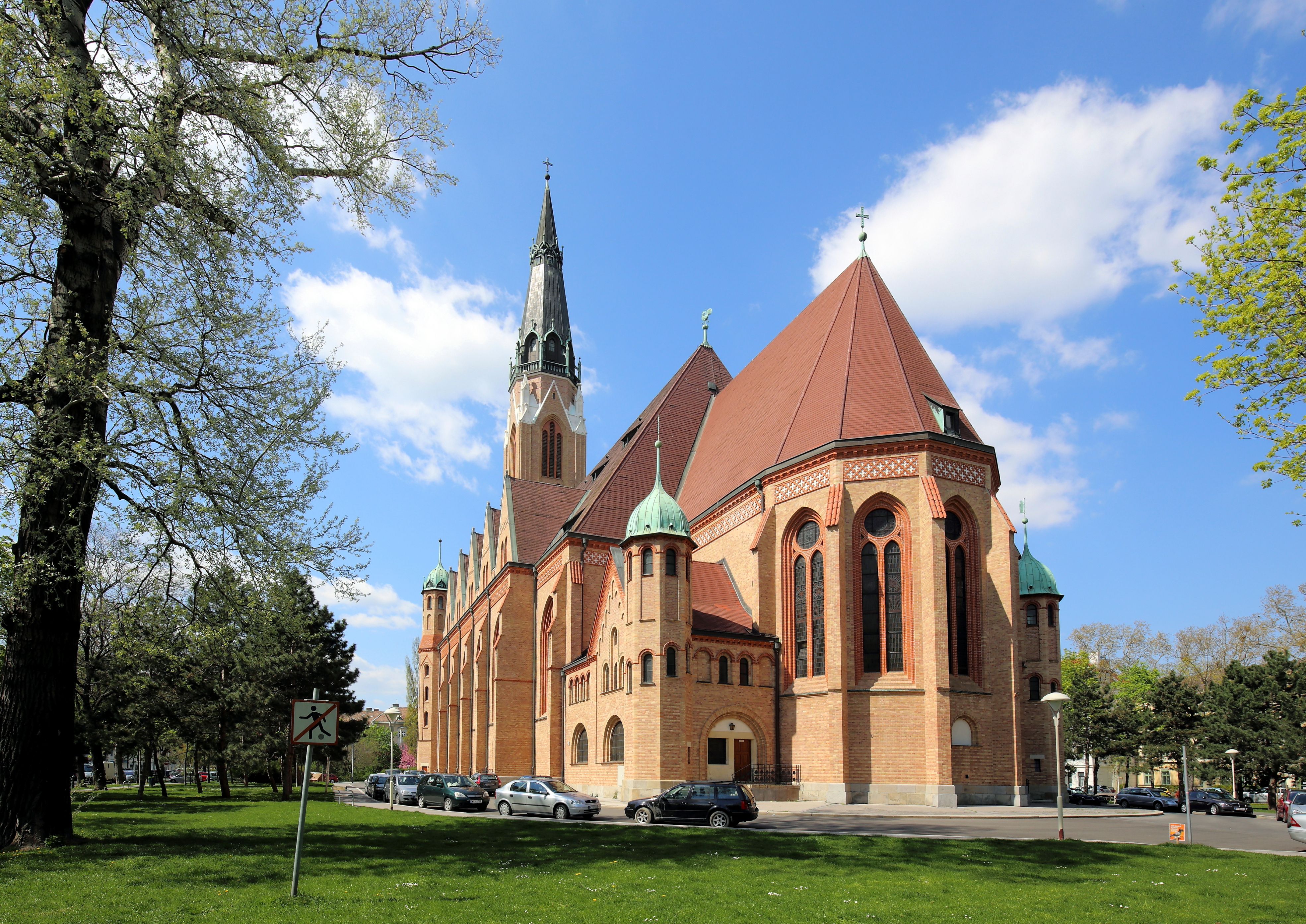
Donaufelder Kirche (1905)